# Duizendknoop

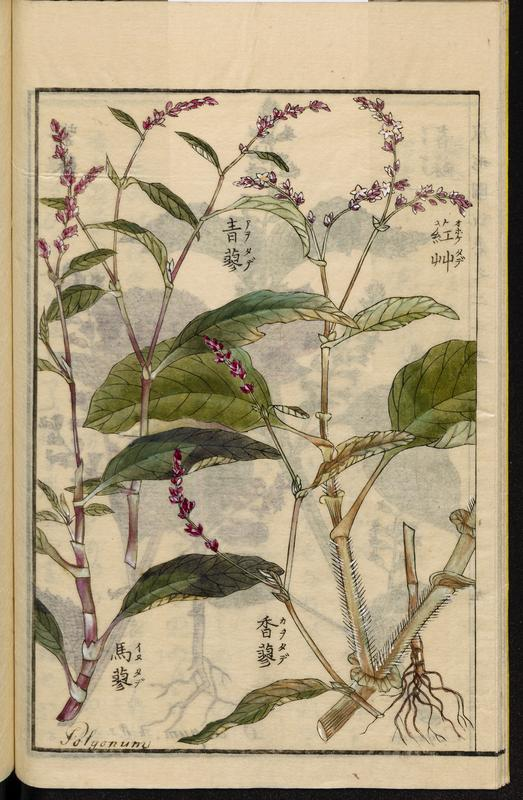
Duizendknoop, illustratie uit de Japanse landbouw-encyclopedie Seikei Zusetsu (1804)

Duizendknoop is een plantengeslacht uit de duizendknoopfamilie (Polygonaceae). Tegenwoordig hoort de naam Duizendknoop bij het geslacht Persicaria, maar vroeger maakten de planten die nu dit geslacht vormen, deel uit van geslacht Polygonum, en hoorde deze Nederlandse naam bij dat geslacht. Het genus Polygonum is veel kleiner geworden en heeft een nieuwe Nederlandse naam gekregen: varkensgras.
De bloeiwijze is bijna altijd een aar en meestal vijf bloemdekbladen omsluiten de vrucht, die een eenzadig dopvruchtje is. De planten uit het geslacht worden onder andere gegeten door de zuringwants (Coreus marginatus).

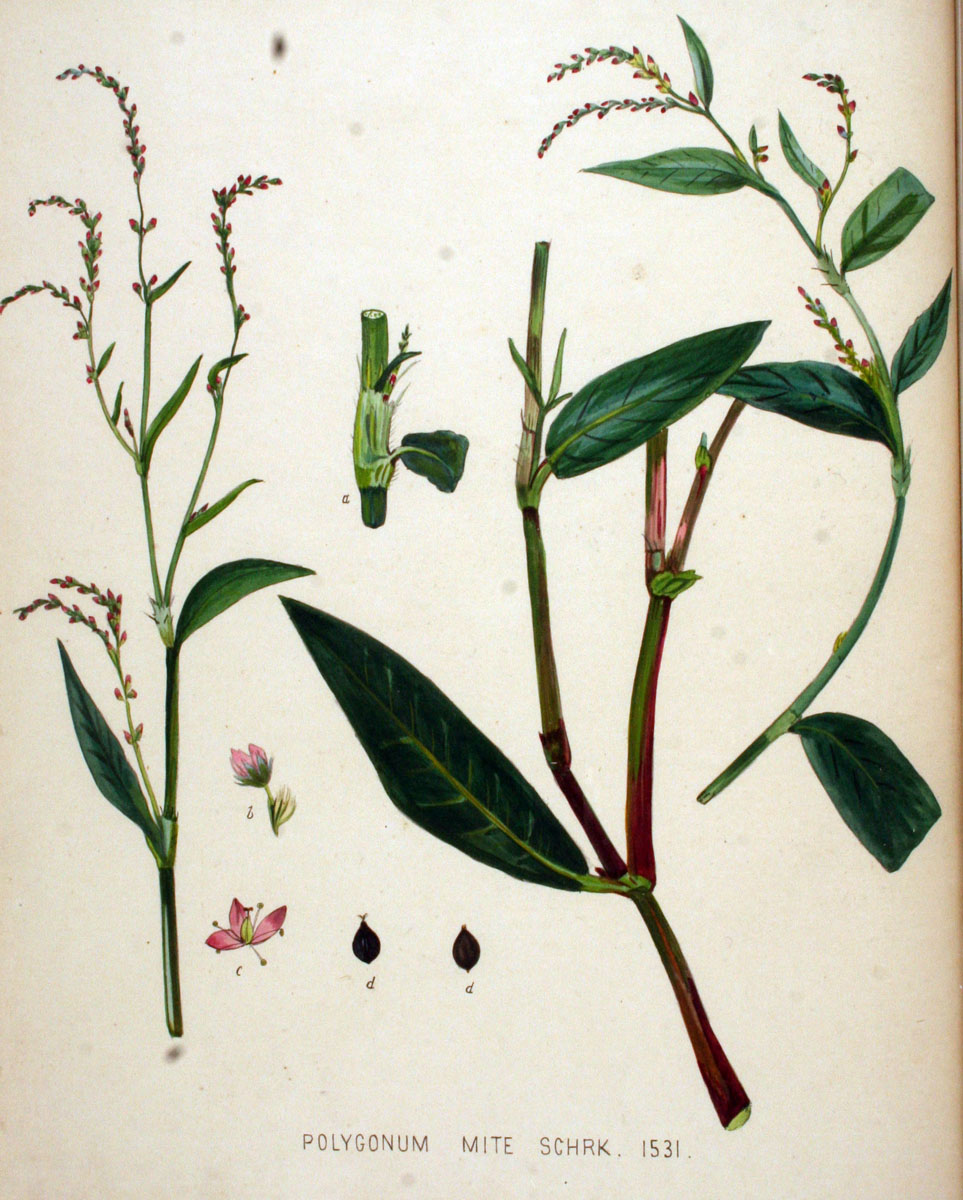
Flora Batava: zachte duizendknoop
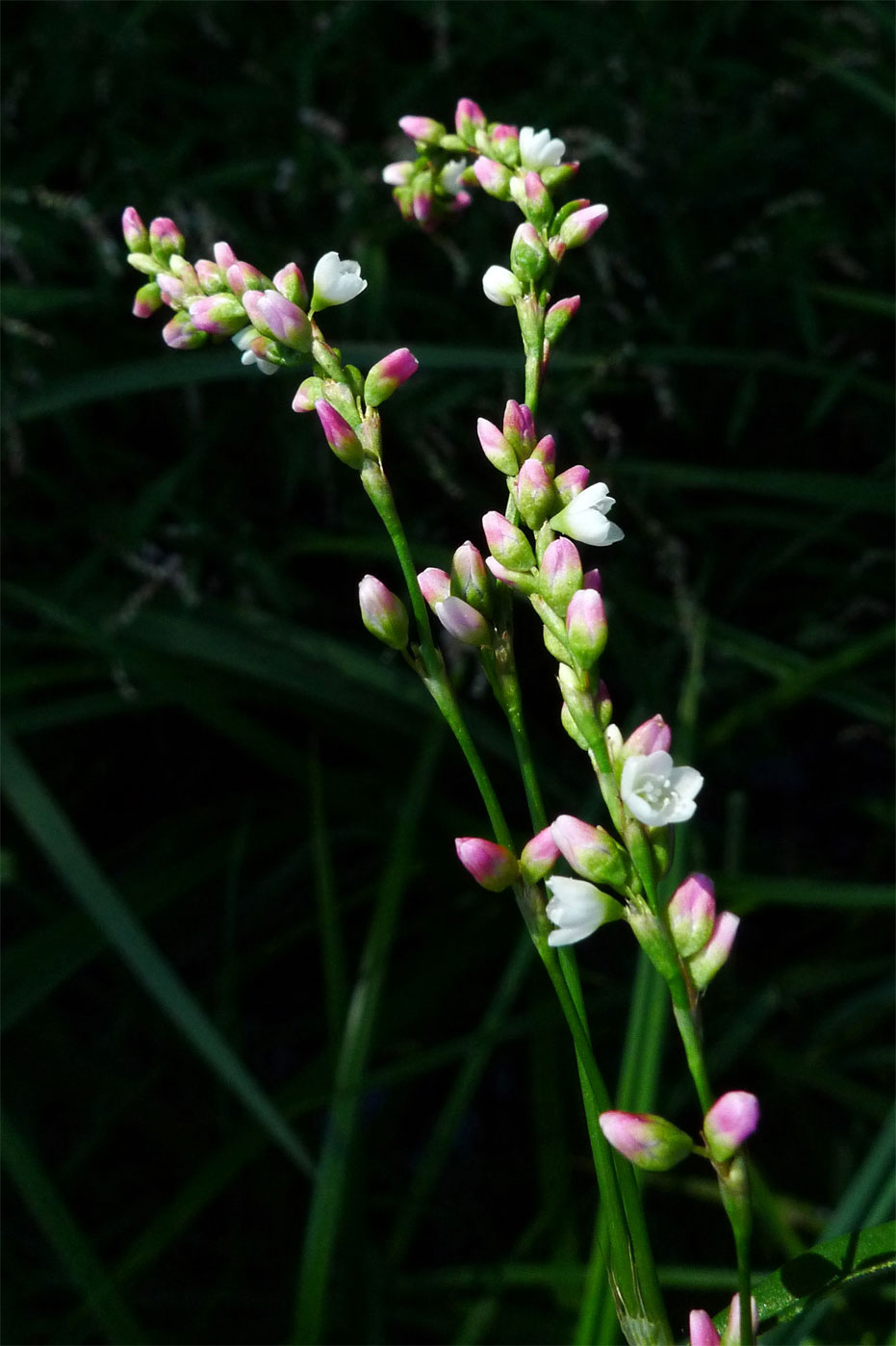
Bloeiwijze van de zachte duizendknoop
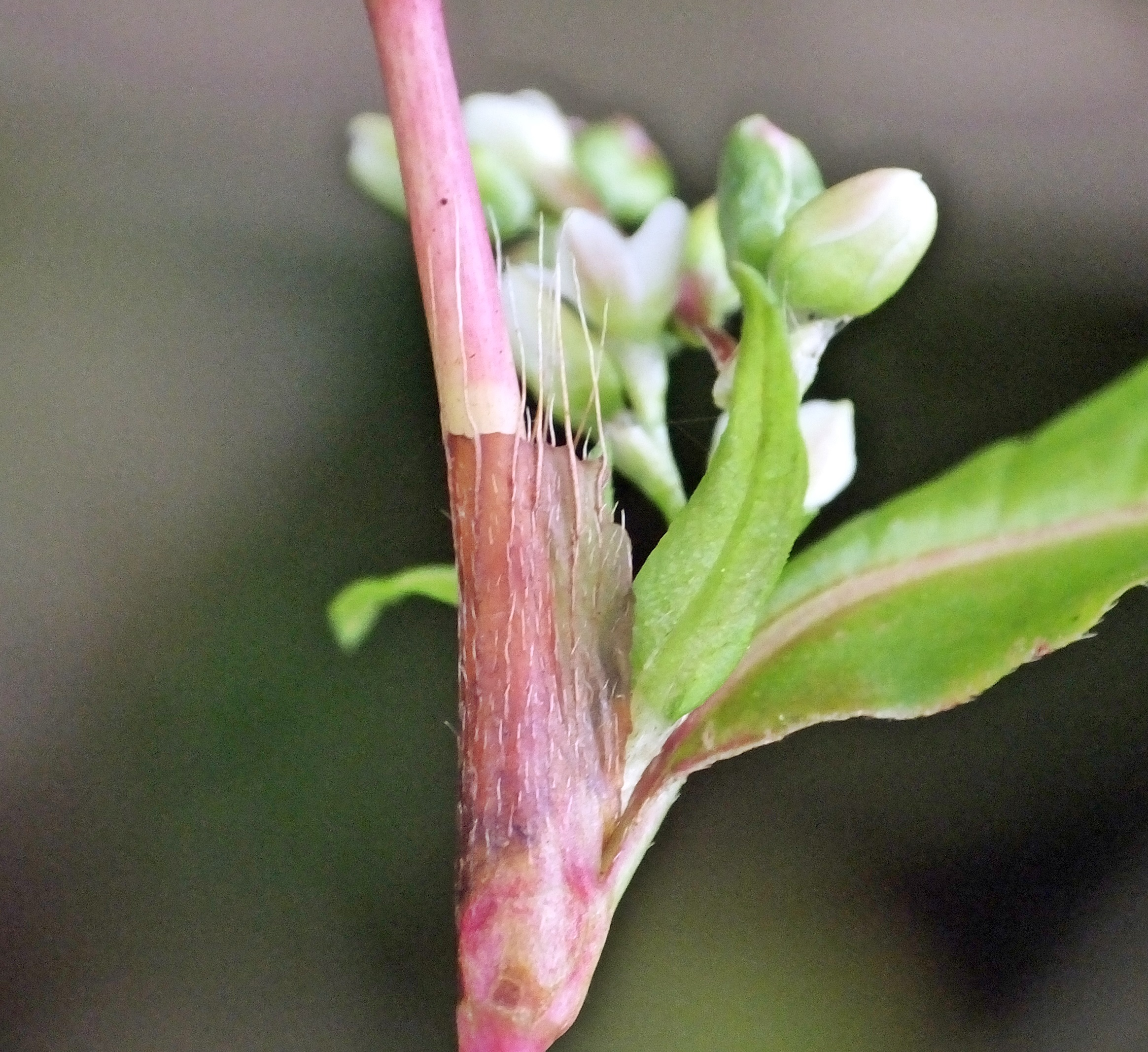
Tuitje van de zachte duizendknoop
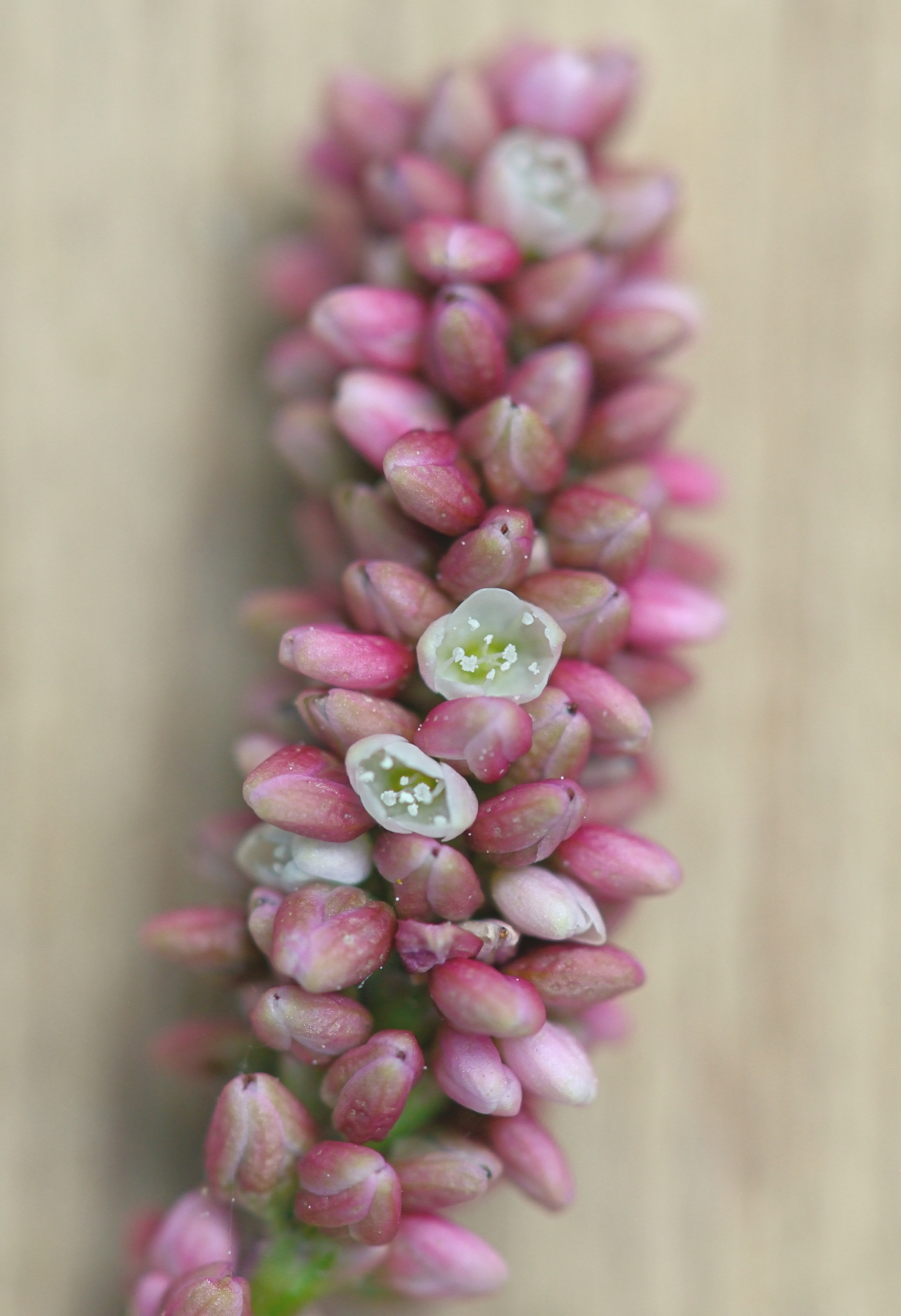
Bloemen van perzikkruid
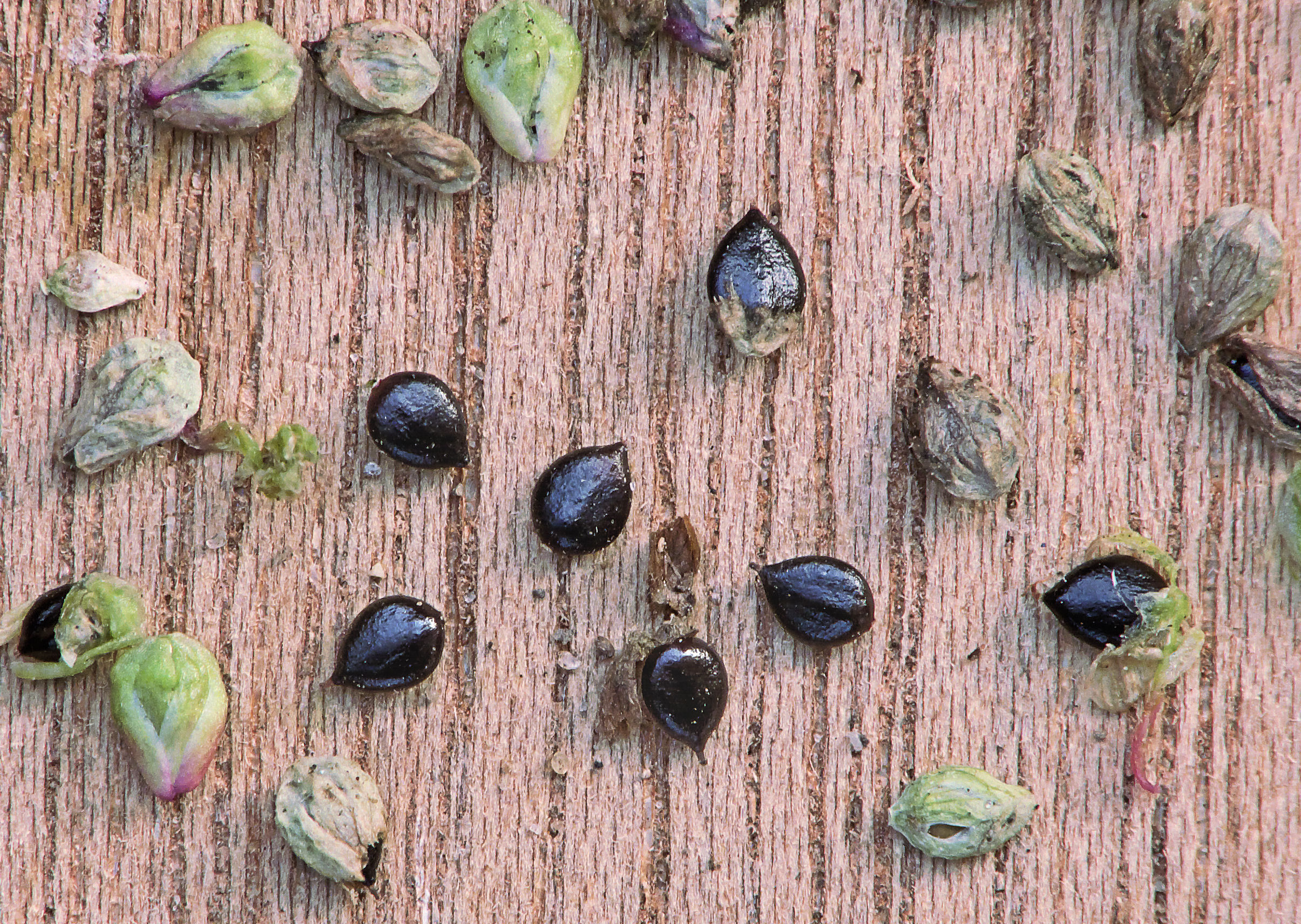
Dopvruchten (3 mm lang) van perzikkruid
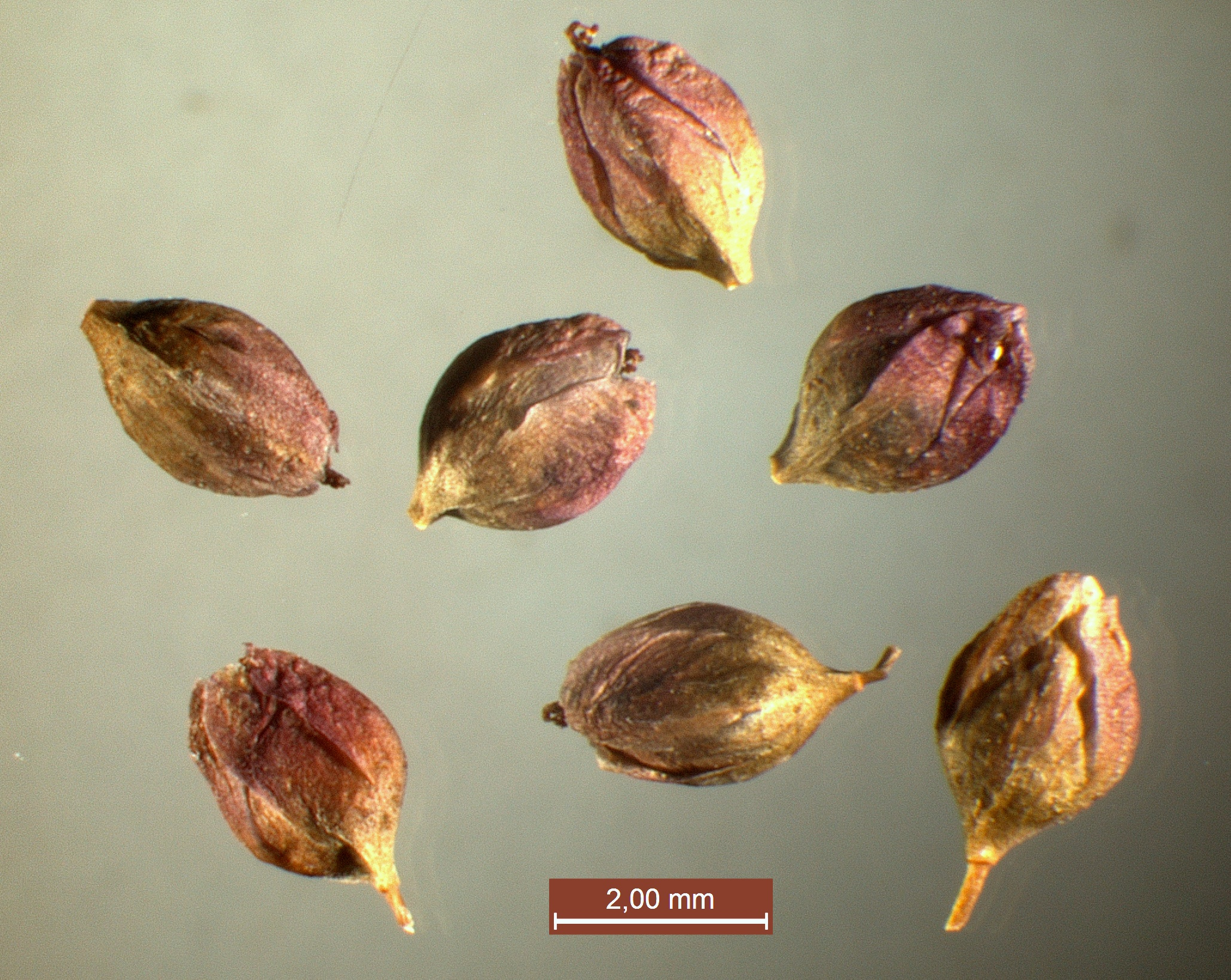
Vruchten van de zachte duizendknoop

## Soorten
In Nederland en Vlaanderen komen volgende soorten voor:
- Adderwortel (Persicaria bistorta)
- Afghaanse duizendknoop (Persicaria wallichii)
- Beklierde duizendknoop (Persicaria lapathifolia)
- heggenduizendknoop (Fallopia dumetorum, basioniem: Polygonum dumetorum)
- Kleine duizendknoop (Persicaria minor)
- Kogelduizendknoop (Persicaria capitata)
- Perzikkruid (Persicaria maculosa)
- Veenwortel (Persicaria amphibia)
- Waterpeper (Persicaria hydropiper)
- Zachte duizendknoop (Persicaria mitis)

## In de tuin
Naast inheemse soorten en exoten die als lastig onkruid worden beschouwd, wordt  adderwortel nog weleens aangeplant, met name bij vijvers. Twee soorten die gebruikt worden in de siertuin, komen beide uit de Himalaya. Persicaria affinis vindt toepassing als groenblijvende bodembedekker. De bladeren vertonen in de winter een brons-kleur. Persicaria amplexicaulis is  gewild bij tuinarchitecten en wordt vaak gebruikt in combinatie met siergras. Zoals de meeste Persicaria-soorten houden ze van een niet te droge standplaats. De eerste wil daarbij meer zon dan de tweede, die ook in halfschaduw goed bloeit.